# 暴风雨 (绘画)
《暴风雨》（意大利文：La Tempesta；英文：The Tempest）是意大利文艺复兴画家乔尔乔内创作于1508年的一幅油画。为乔尔乔内最著名的作品之一。画面显示了在希腊阿卡迪亚城外的小溪边，一侧站着一士兵，另一侧一半裸的母亲在给幼子哺乳。他们背后的天空显示了暴风雨即将来临的紧张情形。该画现收藏于意大利威尼斯的學院美術館。